# İZBAN
İZBAN (ранее Egeray) система пригородных электричек, обслуживающая Измир и окрестности, по оси север-юг. Пассажиропоток около 185 тыс. пассажиров, это самая оживленная система пригородных поездов в Турции, немного опережающая линию пригородных перевозок Мармарай в Стамбуле . İZBAN — это аббревиатура из слов « İzmir» и « Banliyö» (пригород на турецком языке).
Основанная в 2007 году и начавшая свою деятельность в 2010 году, İZBAN создана для возрождения старой пригородной железной дороги в Измире. Начиная с 2017 года, длина линий İZBAN оставляет 136 км (85 миль) и включает в себя 40 станций.
İZBAN A.Ş. основанная в 2006 году, эксплуатирует дорогу и на 50 % принадлежит Турецким государственным железным дорогам, а 50 % — муниципалитету Измира. İZBAN A.Ş. является частью плана муниципалитета по развитию транспорта.

## Тарифы
İZBAN имеет тарифные зоны, стоимость минимального, расчётного расстояния 25 км составляет 2,86 турецких лир и 0,01 турецких лир добавляется за каждые 143 метра.

## Маршруты
В настоящее время İZBAN имеет четыре маршрута
1. Алиага — Cumaovası, обслуживающий центральные районы города и далее в Алиага
2. южная линию, обслуживающий центральные районы, Измирский Аэропорт им. Аднана Мендереса, город Мендерес и город Torbali на юге
3. Tepeköy — Сельчук, который соединяет город Торбалы с городом Сельчук
4. линия Çiğli-Halkapınar работающая только в часы пик по выходным, чтобы уменьшить нагрузку на линии Алиага — Cumaovası и Menemen — Tepeköy

Кроме линии Тепекёй — Сельчук, все линии проходят через центральные районы, обеспечивая трафик 8 поездов в час в центральном районе.
| маршрут             | Расстояние              | Поезда в час                            | Районы обслуживания                                                  |
| ------------------- | ----------------------- | --------------------------------------- | -------------------------------------------------------------------- |
| Алиага — Джумаовасы | 78 километров (48 миль) | 3                                       | Menemen, Konak, Bayraklı, Каршыяк, Çiğli, Буджа, Gaziemir, Мендерес  |
| Менемен — Тепекёй   | 84 км (52 мили)         | 3                                       | Konak, Bayraklı, Каршыяк, Çiğli, Буджа, Gaziemir, Мендерес , Торбалы |
| Тепекёй — Сельчук   | 26 километров (16 миль) | 2                                       | Торбалы, Сельчук                                                     |
| Çiğli-Halkapınar    | 26 километров (16 миль) | Работает только в час пик в будние дни. | Байраклы , Каршияка, Шигли ,                                         |

## История
İZBAN A.Ş. был создан 10 января 2007 года Измирским муниципалитетом и Турецкой государственной железной дорогой для обеспечения пригородного сообщения в городе. Раньше пригородные службы эксплуатировались государственными железными дорогами, но обслуживание было не очень частым, и поезда были не такими эффективными. К 2006 году пассажиропоток в Измире был самым низким за все время — всего 98 000 посадок в этом году. Это последовало за устойчивым снижением количества пассажиров с 1990-х годов. Чтобы возродить пригородное сообщение в городе, государственные железные дороги провели капитальный ремонт своих двух линий в черте города. 23 июля 2006 года Государственные железные дороги временно приостановили все железнодорожные перевозки в Измир. Региональные и междугородние поезда заканчиваться на Çiğli на севере и Gaziemir на юге.
За это время 24 существующих пригородных станции были перестроены и добавлено 5 новых станций. Для интеграции пригородного сообщения с общегородским автобусным сервисом ESHOT было добавлено 15 новых автобусных терминалов. Все железнодорожные переезды были преобразованы в путепроводы или подземные переходы, за исключением 7 переездов, которые действовали на момент начала обслуживания. Сегодня только 3 остаются и будут удалены в ближайшее время. В Каршияке и Жиринье были построены два железнодорожных туннеля с 4 станциями метро, и прежнее право проезда железной дороги было преобразовано в парки. Пути были заменены бетонными шпалами, сигнализация модернизирована до центральной станции управления в Алсанджаке. Турникеты были добавлены на станциях, чтобы интегрировать их с общегородской смарт-картой Kentkart. В Чигли был открыт новый ремонтный цех, а в Кумаовасах был открыт небольшой двор для поездов. Работы на южной линии были завершены в середине 2009 года, движение восстановлено до станции Басмане. Работы на Северной линии были завершены весной 2010 года, а обслуживание восстановлено 1 мая 2010 года.

## Обслуживание

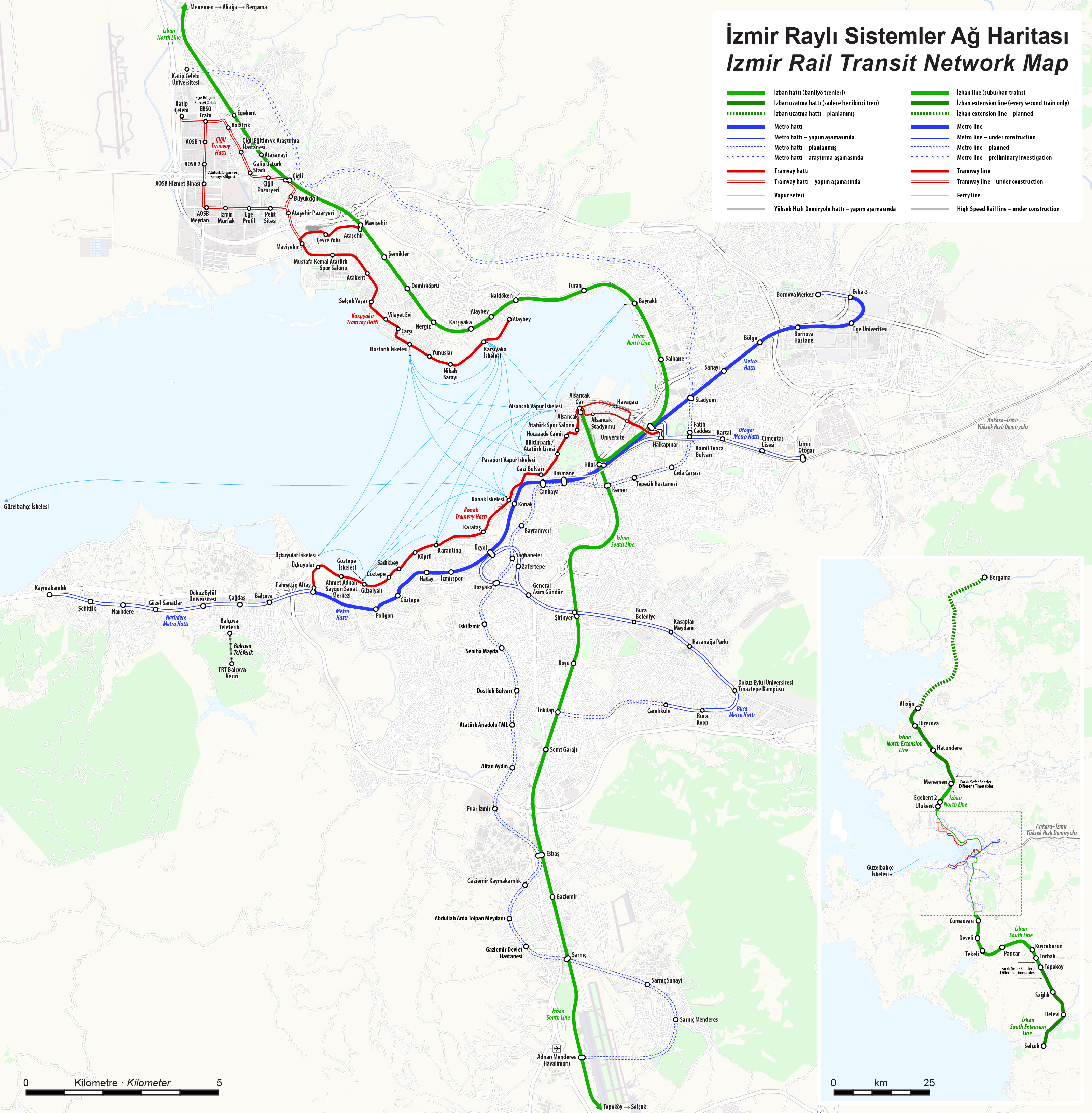
Карта транспортной сети Измира: зеленые линии İZBAN

В настоящее время İZBAN обслуживает 164 ежедневных поезда в обоих направлениях между Кумаовасы и Алиага. Все пути принадлежат Государственной железной дороге Турции. Есть также автобусные терминалы, объединенные с несколькими новыми станциями. Этими станциями являются: Халкапынар, Ширинер, Семт Гараджи, Эсбаш, Сарныч и Кумаовасы на южной линии, Мавишехир, Шигли, Эгекент 2, Хатундере, Бичерова, Менемен и Улукент на северной линии.

### Пассажиропоток
İZBAN — самая большая система пригородных электричек в Турции, перевозящая больше пассажиров, чем остальная часть других пригородных железных дорог Турции, вместе взятых. Средний ежедневный пассажиропоток составляет около 100 000 человек. В первый месяц İZBAN ежедневно перевозил около 2000 пассажиров, к концу декабря этот показатель вырос до 40 000, а к февралю удвоился до 80 000. С открытием железнодорожных перевозок по Северной линии ежедневное количество пассажиров увеличилось до 100 000 человек. Ожидается, что к апрелю этот показатель возрастет до 140 000. С момента своего открытия 30 августа 2010 года компания İZBAN A.Ş., которой исполнилось всего 6 месяцев, перевезла более 1,6 миллиона пассажиров, что делает ее одной из самых быстрорастущих в мире пригородных железных дорог. Ниже приведен список 10 самых загруженных станций в системе на сентябрь 2011 года.
| Место | станция    | Пассажиры (2011) | Ежедневные пассажиры | линии                                                 |
| ----- | ---------- | ---------------- | -------------------- | ----------------------------------------------------- |
| 1     | Каршыяка   | 2061535          | 8380                 | Алиага — Кумаовасы Менемен — Тепекёй Çiğli-Halkapınar |
| 2     | Sirinyer   | 1943187          | 7899                 | Алиага — Кумаовасы Менемен — Тепекёй                  |
| 3     | Halkapınar | 1793536          | 7290                 | Алиага — Кумаовасы Менемен — Тепекёй Çiğli-Halkapınar |
| 4     | Алсанджак  | 1483999          | 6032                 | Алиага — Кумаовасы Менемен — Тепекёй                  |
| 5     | Çiğli      | 1396351          | 5676                 | Алиага — Кумаовасы Менемен — Тепекёй Çiğli-Halkapınar |
| 6     | Menemen    | 1044191          | 4244                 | Алиага — Кумаовасы Менемен — Тепекёй Çiğli-Halkapınar |
| 7     | Sarnic     | 948731           | 3856                 | Алиага — Кумаовасы Менемен — Тепекёй                  |
| 8     | Nergiz     | 879333           | 3574                 | Алиага — Кумаовасы Менемен — Тепекёй Çiğli-Halkapınar |
| 9     | Bayraklı   | 872063           | 3544                 | Алиага — Кумаовасы Менемен — Тепекёй Çiğli-Halkapınar |
| 10    | Demirköprü | 819504           | 3331                 | Алиага — Кумаовасы Менемен — Тепекёй Çiğli-Halkapınar |

## Подвижной состав
| модель | Картина | модификация | построен  | Тип | Мощность | Производитель) | Заметки                                             |
| ------ | ------- | ----------- | --------- | --- | -------- | -------------- | --------------------------------------------------- |
| E22000 |         | 22001-22033 | 2010-2011 | ЭМУ |          | CAF            | Используется для пригородной железной дороги Egeray |
| E22100 |         | 22001-22040 | 2012-2015 | ЭМУ |          | Hyundai Rotem  | Используется для пригородной железной дороги Egeray |

## Будущее расширение

### Алиага-Бергаме
İZBAN планирует расширить линию 55 км к северу от Алиага до Бергама . Цель этого проекта — связать древние города Пергам и Эфес с Измиром по железной дороге.

### Menemen-Манис
Планируется расширение до Манисы, а строительство планируется начать к концу 2011 года. Это будет означать модернизацию нескольких станций (Emiralem, Ayvacık, Muradiye, Horozköy) и крупную модернизацию железнодорожного вокзала Манисы, а также добавление нескольких новых станций для обслуживания всех деревень вблизи линии (Яхшелли, Гоктепе). Вместе с этим существующая однопутная линия будет выполнена в виде двухпроводной линии и электрифицирована воздушным проводом переменного тока 25 кВ .

## Галерея

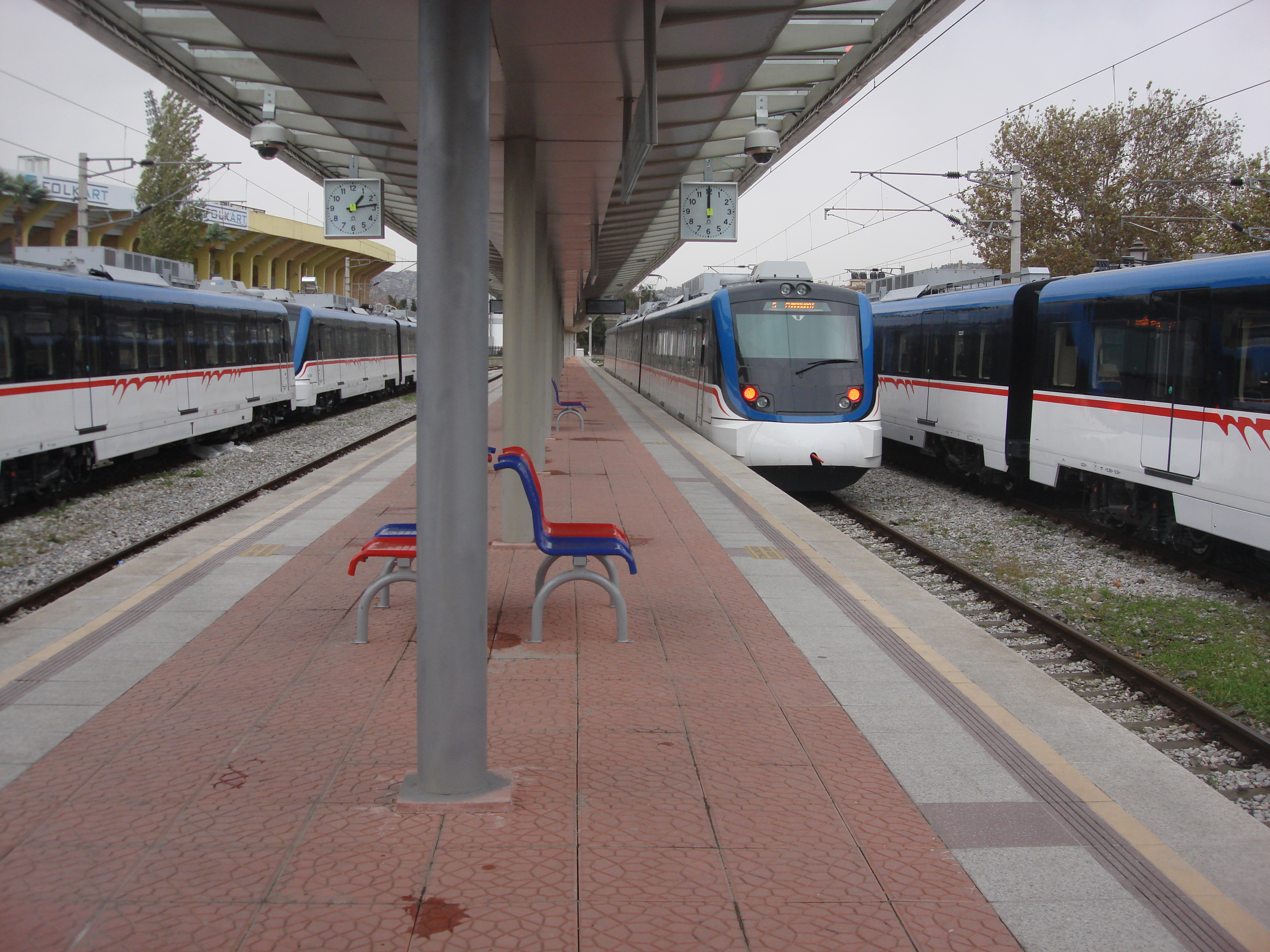
Станция Алсанджак в 2010 году.
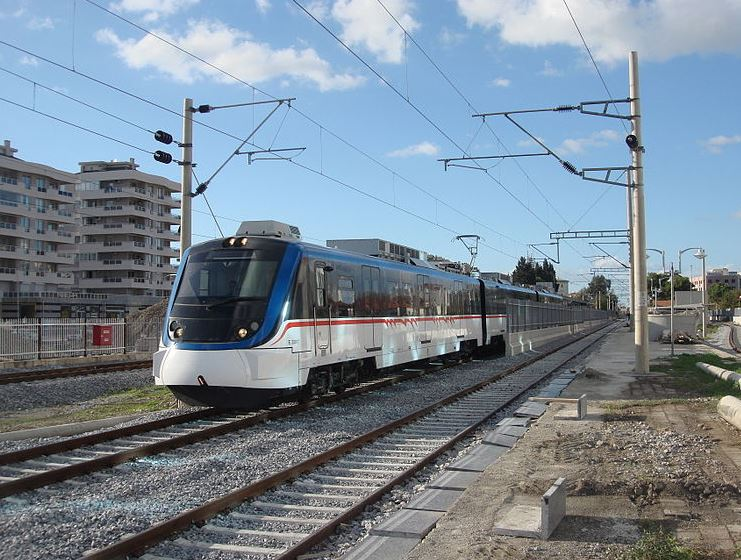
Поезд, отправляющийся со станции Чигли в южном направлении.
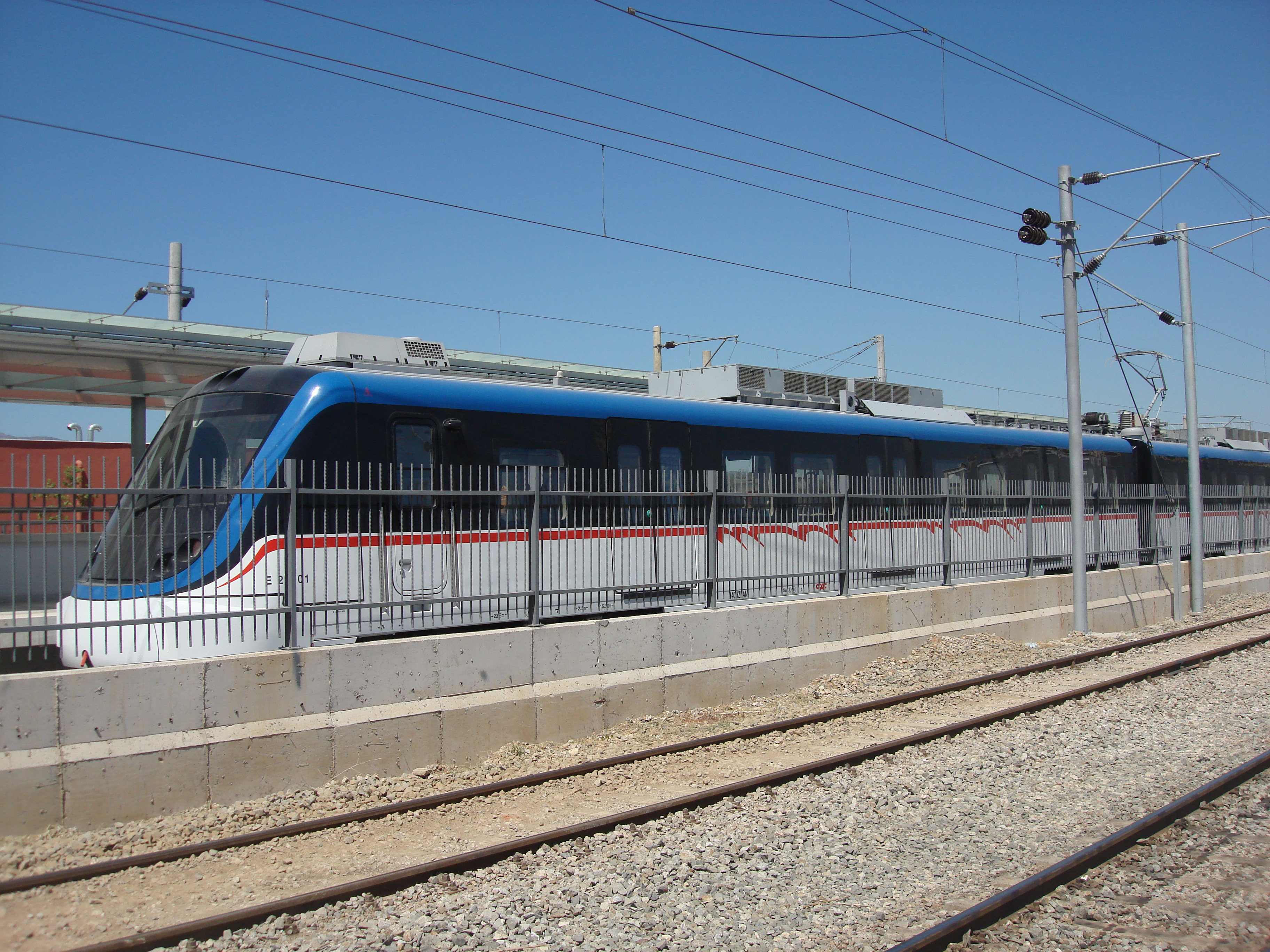
Поезд, ожидающий возвращения на станцию Алсанджак во время пробного запуска перед его открытием.
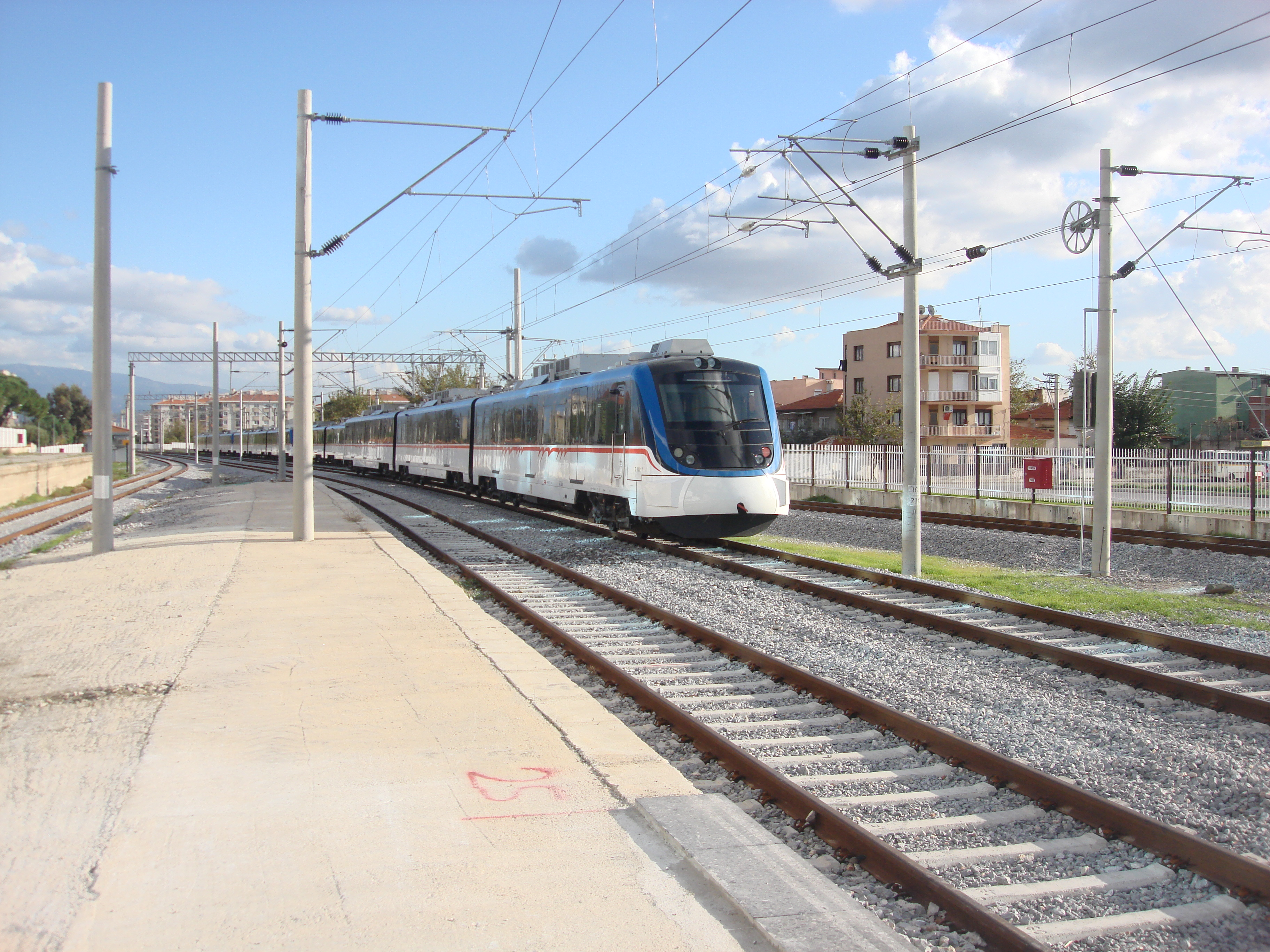
Поезд, прибывающий на станцию Шигли в северном направлении.
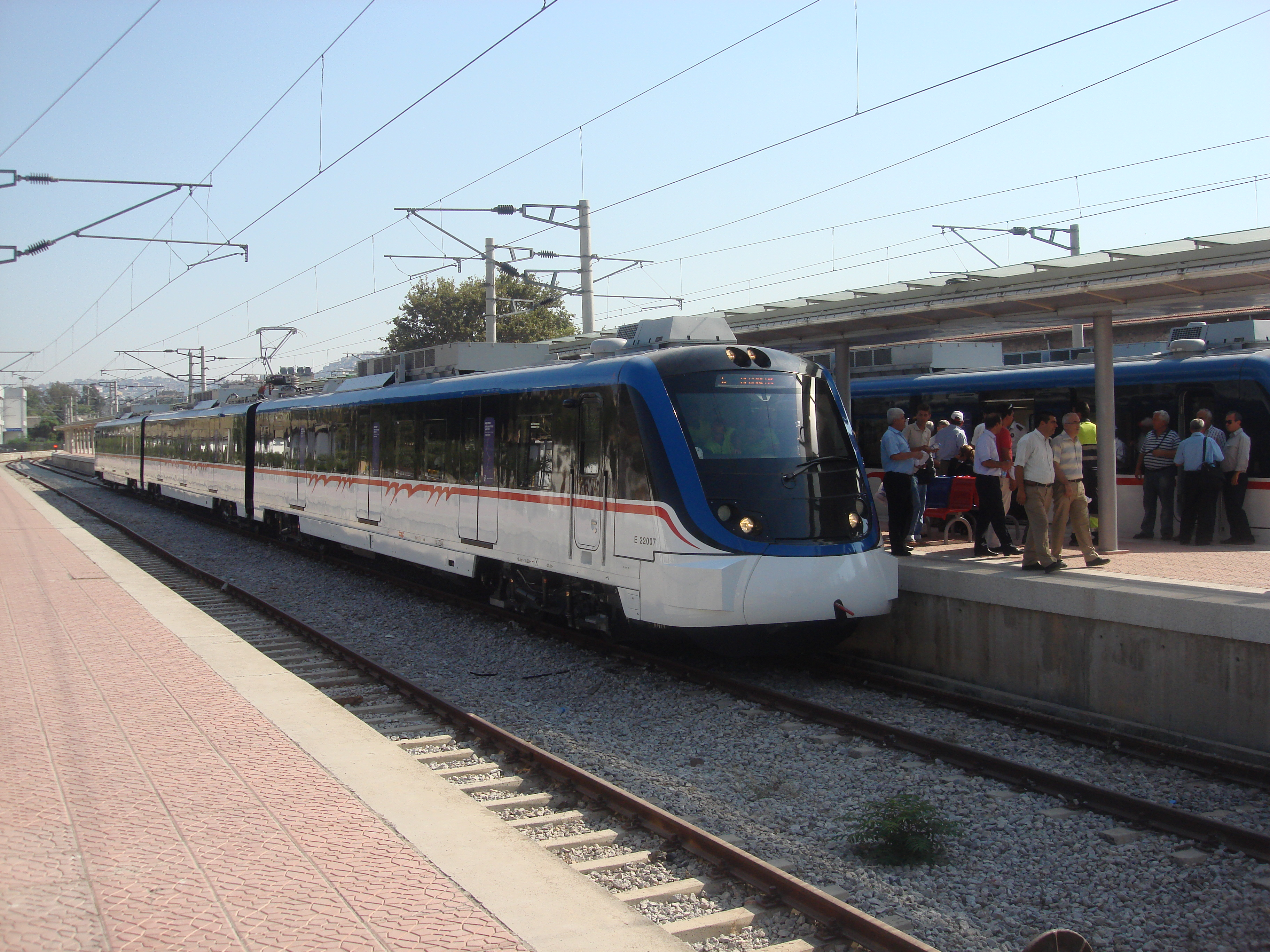
Поезд прибывает на станцию Алсанджак в день открытия.
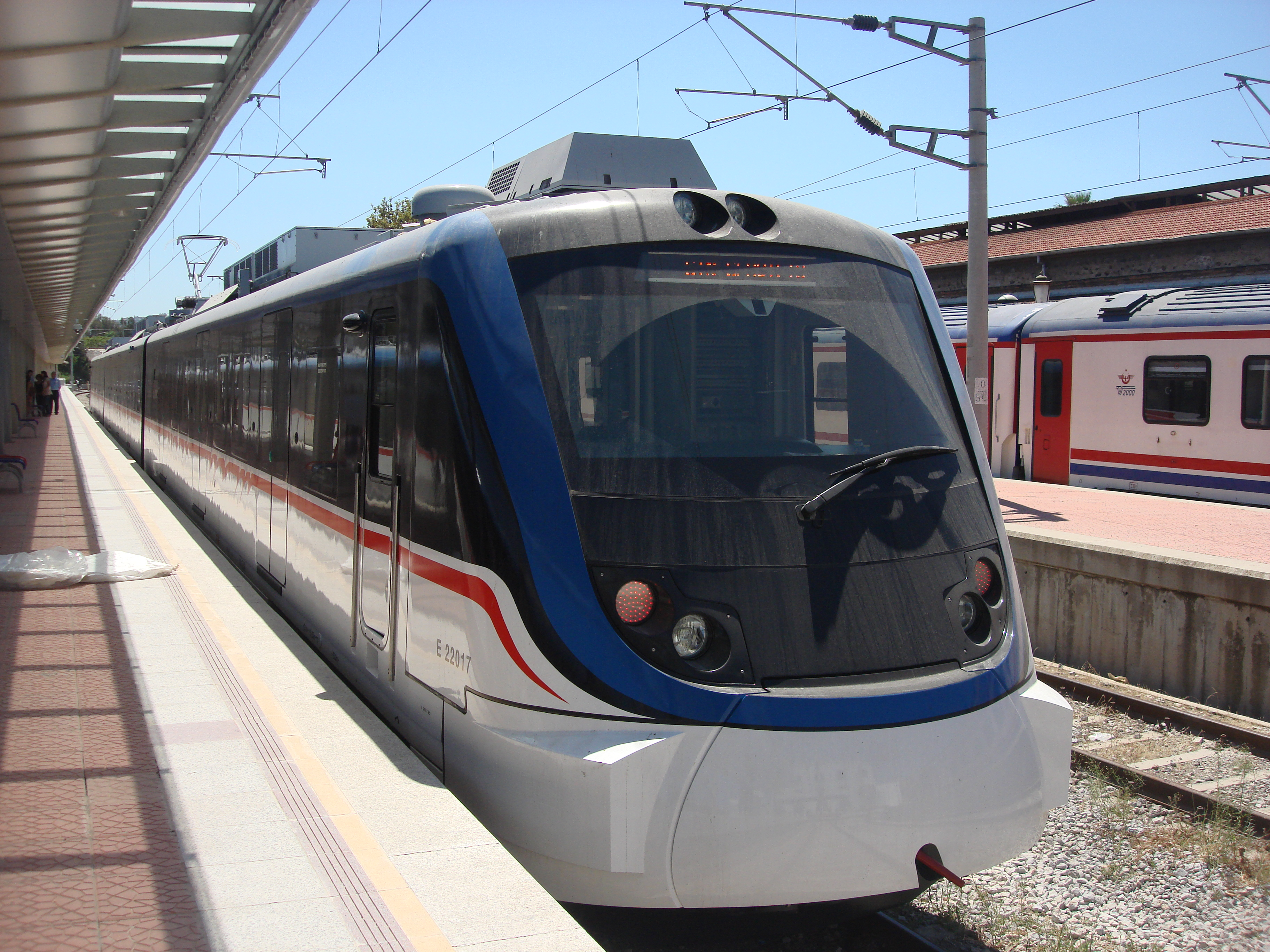
E22017 на станции Алсанджак.
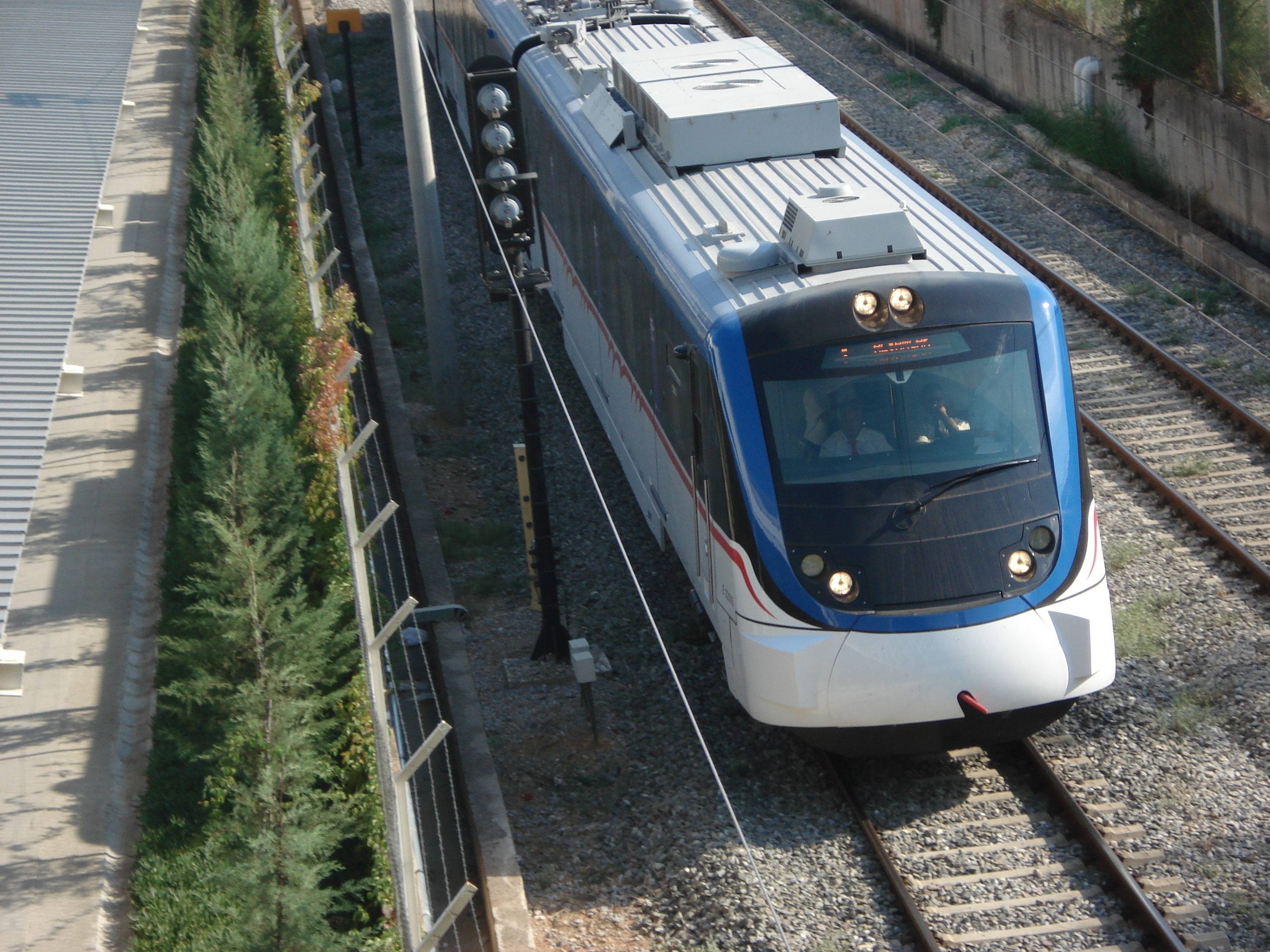
E22008 в аэропорту Аднана Мендереса.
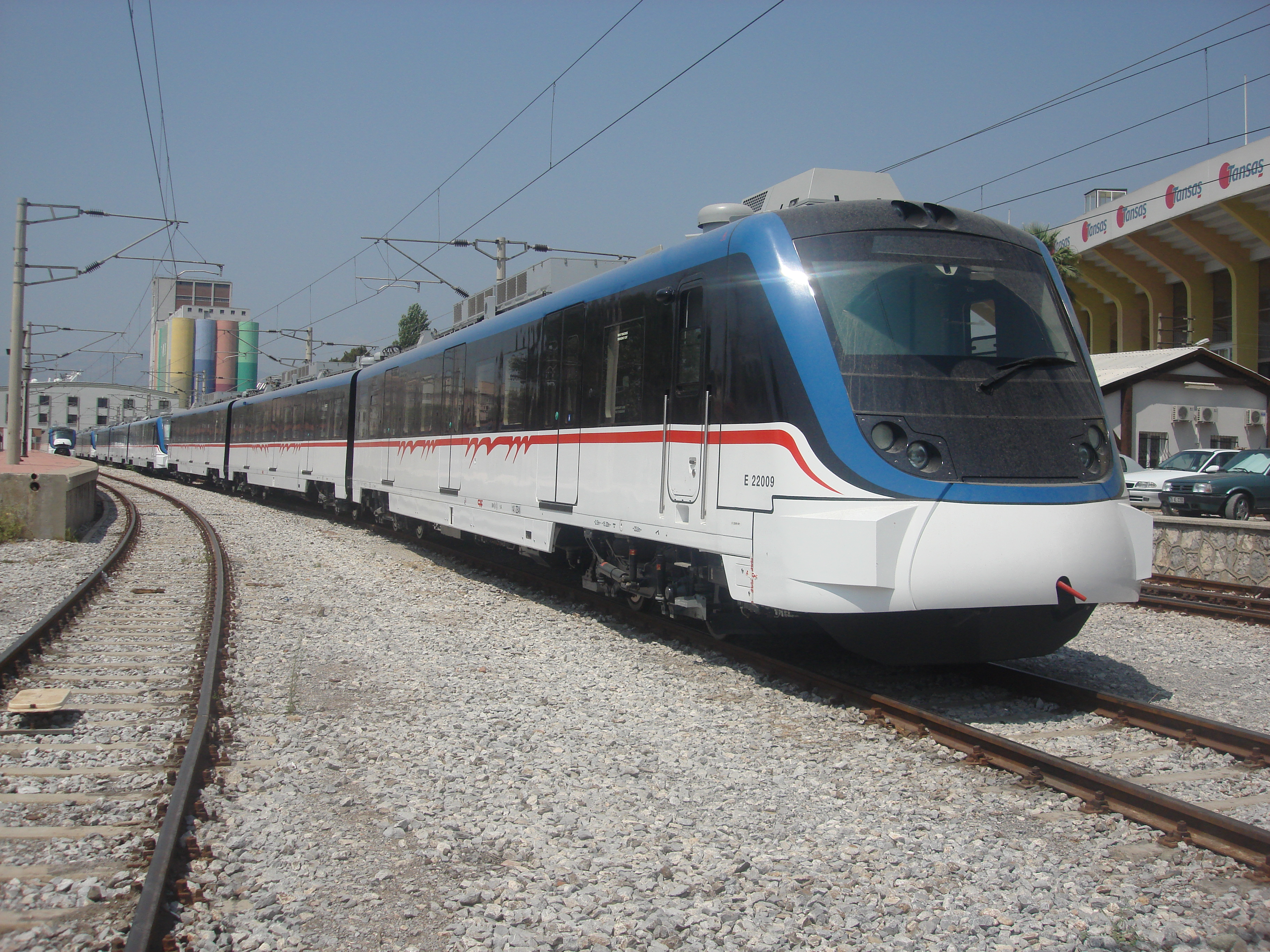
Станция Алсанджак.